# Bq Aquaris 5
El BQ Aquaris 5  es un teléfono inteligente de gama media, parte de la familia Aquaris.

## Características

### Diseño
Sus dimensiones son 142 x 71 x 9,9 mm, con un peso de 170 g. Posee una entrada de 3.5 mm para auriculares o manos libres, un puerto micro-USB para transferencia de datos y carga de batería (soporta OTG), cámara frontal y trasera, altavoz y flash. Cuenta además con ranura para tarjeta de memoria así como dos ranuras para tarjetas SIM.

### Pantalla
El Aquaris 5 tiene un tamaño de 5 pulgadas y una resolución de qHD 540 x 960 px, 220 HDPI con la tecnología LCD IPS.

### Especificaciones
Su procesador es basado en el SoC MTK de cuatro núcleos ARM Cortex-A7, con una velocidad reloj de 1.2 GHz, GPU PowerVR™ SGX544 hasta 286 MHz y 1GB de memoria RAM.
Posee una memoria interna de 8 GB o 16 GB y dispone de ranura para tarjetas MicroSD de hasta 64GB.
Conectividad:
- GSM GSM/GPRS/EDGE (850, 900, 1800, 1900 MHz) y UMTS/HSPA+ hasta 21 Mbps (850, 900, 1900, 2100 MHz)
- Wi-Fi 802.11 b/g/n, con Wi-Fi Direct, hotspot móvil y DLNA
- Bluetooth 4.0

Posee los siguientes sensores:
- Acelerómetro
- Sensor de proximidad
- Brújula
- GPS, A-GPS
- Sensor de luz ambiental
- Giroscopio

### Cámara
Es una cámara funcional y con una aceptable calidad de imagen. Sus especificaciones son:
- Cámara de 8 Mpx con auto-enfoque, frontal VGA
- Flash LED
- Vídeo a 720p y 30 fps con audio estéreo y posibilidad de pausar la grabación (Android 4.4.4)
- Foto HDR
- Toma de fotografías panorámicas
- Modo ráfaga

### Batería y autonomía
Batería de Li-Ion con capacidad de 2200 mAh intercambiable por el usuario.

### Software
El BQ Aquaris fue lanzado al mercado inicialmente con la versión 4.2 Jelly Bean del sistema operativo Android. Sin embargo, desde BQ se confirmó la actualización a Android 4.4.2 KitKat para el 15 de septiembre de 2014.